# Verdrag van Parijs (1920)

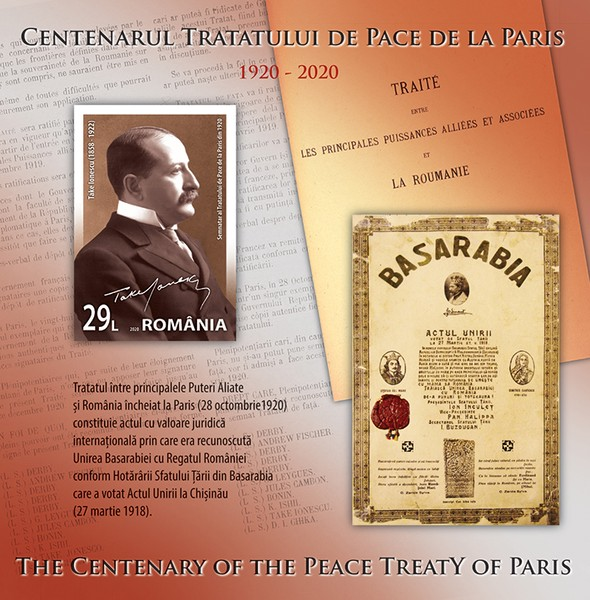

Het Verdrag van Parijs werd getekend op 28 oktober 1920 tussen de afgevaardigden van het koninkrijk Roemenië en de geallieerden (Frankrijk, Verenigd Koninkrijk, Italië en Japan. Het doel van het verdrag was het erkennen van de Roemeense soevereiniteit over Bessarabië. Het verdrag werd echter nooit van kracht omdat Japan het niet ratificeerde. 
Tijdens de Russische Burgeroorlog van 1918 stemde de overheid van Bessarabië (Sfatul Ţării), voor een vereniging met Roemenië met 86 stemmen voor, drie tegen en 36 onthoudingen. De Russen zagen dit als een Roemeense invasie. Rusland en Japan erkenden dan ook niet de unie tussen beide staten. Bessarabië maakte wel tot na de Tweede Wereldoorlog deel uit van Roemenië.